# Florentina Olar-Spânu
Florentina Olar-Spânu (født 6. august 1985) er en rumænsk fodboldspiller, angriber, der spiller for FC Nordsjælland i Elitedivisionen. Hun har tidligere spillet for Fortuna Hjørring, CFF Clujana i Liga I Feminin, SS Lazio i Italiens Serie A, og den cypriotiske klub Apollon Limassol.
Hun har været en del af Rumæniens kvindefodboldlandshold siden 2001.
Spânu fulgte sin landsmand, Laura Rus, i 2013, da de begge underskrev kontrakt med UEFA Women's Champions League deltagerne Fortuna Hjørring i 2013.

## Karriere

### C.F.F. Clujana
Hun startede med at spille fodbold som 13-årig. Hendes barndomsklub S.N.C Constanta havde hende spillende i to år, hvorefter hun flyttede til en anden rumænske klub C.F.F. Clujana, hvor hun spillede fra 2000 til 2008. Det var en klub, som lå 700 km hendes fra hjemegnen og hun var blot 16 år gammel. ”Min mor var ikke specielt glad for at jeg skulle flytte så langt hjemmefra som bare 16-årig, så jeg lovede hende at jeg ville blive en god fodboldspiller, så hun kunne blive stolt af mig”, fortalte hun tidligere til Fortuna Hjørring's hjemmeside. Med C.F.F. Clujana vandt hun hele 8 gange det rumænske mesterskab, blev pokalvinder 8 gange og hun blev i 2007 kåret som årets atlet i byen.

### Lazio
Efter mange år i Rumænien, valgte hun i 2008, at starte hendes første udlandseventyr og det blev først en tur til Italien, hvor hun skiftede til S.S. Lazio Calcio Feminille, hvor hun spillede et enkelt år.

### Apollon Limassol
Efter opholdet i Italien, røg hun til Cypern hvor hun spilled for Apollon Limassol fra 2009 til 2013. Der vandt hun og holdet tre nationale mesterskaber, tre pokalfinaler, 4 Super Cup-finaler og optrådte også i UEFA Women's Champions League i tre sæsoner. 

### Fortuna Hjørring
Efter fire sæsoner på Cypern, skiftede hun i 2013 til den danske topklub Fortuna Hjørring, hvor hun spillede indtil sommeren 2019. I klubben havde Olar et stort ansvar og har i næsten alle hendes sæsoner i klubben været bærende og stor profil i både klubben og ligaen. Hun har desuden vundet det danske mesterskab tre gange, samt sølv tre gange og to pokaltitler i 2016 og 2019. Hun har desuden også spillet UEFA Women's Champions League, for holdet i alle hendes sæsoner i klubben. Efter seks sæsoner for Fortuna Hjørring valgte hun i sommeren 2019, at stoppe i klubben.

### FC Nordsjælland
Efter hendes stop i Fortuna Hjørring, skiftede hun i juli 2019 til den storsatsende oprykkerklub fra FC Nordsjælland. Allerede i hendes første sæson i klubben, var hun en fast del af holdets startopstilling i både ligaen og pokalturneringen. I sommeren 2020, kunne Olar så kalde sig både bronzevinder i ligaen in klubbens første sæson i ligaen, samt vinder af DBUs Landspokalturnering for kvinder 2019-20.

### Landshold
Hun har spillet over 135 landskampe for Rumænien siden 2001 og er samtidig anfører for landsholdet. Hun vandt Turkish Women's Cup i 2019, med landsholdet.

## Meritter

### Klub
Fortuna Hjørring
Vinder 
- Elitedivisionen: 2013-14, 2015-16, 2017-18
- DBU Pokalen: 2016, 2019

FC Nordsjælland
- DBU Pokalen: 2020

### Individuel
- Årets rumænske kvindelige fodboldspiller: 2015[10]